# Îles Caïmans aux Jeux du Commonwealth
Les Îles Caïmans, territoire britannique d'outre-mer, ont participé à tous les Jeux du Commonwealth depuis ceux de 1978 à Edmonton. Avec ses quelque 44 000 habitants, le territoire a remporté à ce jour deux médailles, dont la médaille d'or de la sprinteuse Cydonie Mothersille sur 200 mètres en 2010.

## Médailles
Médaillés :
| Nom                     | Jeux | Médaille           | Discipline | Épreuves                | Résultat    |
| ----------------------- | ---- | ------------------ | ---------- | ----------------------- | ----------- |
| Cydonie Mothersille     | 2010 | Médaille d'or      | Athlétisme | 200 mètres femmes       | 22 s 89     |
| Kareem Streete-Thompson | 2002 | Médaille de bronze | Athlétisme | Saut en longueur hommes | 7,89 mètres |